# Garra Dembélé
Garra Dembélé (Gennevilliers, 21 februari 1986) is een Malinees voormalig voetballer die doorgaans speelde als spits. Tussen 2003 en 2017 speelde hij voor AJ Auxerre B, Istres FC, Aarhus GF, Pierikos, Lokomotiv Plovdiv, Levski Sofia, SC Freiburg, Wuhan Zall, Dubai CSC en FC Solothurn. Dembélé maakte in 2011 zijn debuut in het Malinees voetbalelftal, waarvoor hij tot één doelpunt in zeven interlands zou komen.

## Clubcarrière
Dembélé speelde in de jeugd van AJ Auxerre, waar hij ook bij de beloften speelde. Vanaf 2006 zwierf de spits rond door Europa; hij speelde bij Istres FC, Aarhus GF en Pierikos, voordat hij in 2010 bij Lokomotiv Plovdiv in Bulgarije terechtkwam. In de zomer van 2010 verkaste hij naar Levski Sofia. Daarvoor scoorde hij 26 doelpunten in 24 wedstrijden. SC Freiburg nam de Malinees daarop over. In 2013 verhuurde dat hem voor een jaar aan Wuhan Zall. Via Dubai CSC kwam hij in 2016 bij FC Solothurn terecht, waar hij tekende tot medio 2017. In de zomer van 2017 zette Dembélé een punt achter zijn actieve loopbaan.

## Interlandcarrière
Dembélé debuteerde op 8 februari 2011 voor het Malinees voetbalelftal. Op die dag werd er met 1-0 verloren van Ivoorkust. De aanvaller mocht van bondscoach Alain Giresse in de basis beginnen en hij werd in de rust gewisseld voor Tenema N'Diaye. De andere debutanten dit duel waren Sigamary Diarra (FC Lorient) en Kalilou Traoré (Odense BK). Zijn eerste doelpunt voor Mali scoorde Dembélé op 1 februari 2012, tijdens een 2-1 overwinning op Botswana.